# Aïn Johra-Sidi Boukhalkhal
Aïn Johra-Sidi Boukhalkhal (arabiska: عين جوهرة-سيدي بوخلخال) är en landskommun i Marocko. Den ligger i provinsen Khémisset och regionen Rabat-Salé-Kénitra, 40 km öster om huvudstaden Rabat. Antalet invånare var 17 307 vid folkräkningen 2014.